# Philadelphia Eagles 2025
La stagione 2025 dei Philadelphia Eagles sarà la 93ª della franchigia nella National Football League, la quinta con Nick Sirianni come capo-allenatore. La squadra inizierà la stagione come campione in carica dopo la vittoria del Super Bowl LIV.

## Scelte nel Draft 2025
| Scelte degli Eagles nel Draft 2025 |        |                       |       |                |
| Giro                               | Scelta | Giocatore             | Ruolo | College        |
| 1                                  | 31     | Jihaad Campbell       | LB    | Alabama        |
| 2                                  | 64     | Andrew Mukuba         | S     | Texas          |
| 4                                  | 111    | Ty Robinson           | DT    | Nebraska       |
| 5                                  | 145    | Mac McWilliams        | CB    | UCF            |
| 5                                  | 161    | Smael Mondon Jr.      | LB    | Georgia        |
| 5                                  | 168    | Drew Kendall          | C     | Boston College |
| 6                                  | 181    | Kyle McCord           | QB    | Syracuse       |
| 6                                  | 191    | Myles Hinton          | OT    | Michigan       |
| 6                                  | 207    | Cameron Williams      | OT    | Texas          |
| 6                                  | 209    | Antwaun Powell-Ryland | LB    | Virginia Tech  |

## Staff
| Staff dei Philadelphia Eagles |
| --- |
| Organi dirigenziali - Chairman/CEO – Jeffrey Lurie - Presidente – Don Smolenski - General manager/vice presidente esecutivo – Howie Roseman - Assistente general manager – Jon Ferrari - Assistente general manager – Alec Halaby - Vice presidente senior/Tertiary football executive – Bryce Johnston - Consulente senior al general manager/chief security officer – Dom DiSandro - Vice presidente delle operazioni del football e strategia – Adam Berry - Vice presidente delle operazioni del football – Jeff Scott - Capo dello sviluppo del football e strategia – Connor Barwin - Vice presidente del personale dei giocatori – Charles Walls - Vice presidente del personale dei giocatori – Alan Wolking - Direttore del personale senior/consigliere del general manager – Dave Caldwell - Direttore del personale senior/consigliere del general manager – Matt Russell - Direttore degli osservatori senior – Brandon Hunt - Direttore degli osservatori del college senior – Anthony Patch - Direttore del personale dei giocatori – Phil Bhaya - Direttore delle operazioni del football/osservatori dei professionisti – Ameena Soliman - Direttore dell'analisi del football – James Gilman Capo allenatore - Capo-allenatore – Nick Sirianni - Assistente c.a./running back – Jemal Singleton Altri allenatori - Head athletic trainer – Tom Hunkele - Preparatore atletico – Fernando Noriega Allenatori dell'attacco - Coordinatore offensivo – Kevin Patullo - Coordinatore gioco sui passaggi - Parks Frazier - Quarterback – Scot Loeffler - Wide receiver – Aaron Moorehead - Tight end – Jason Michael - Coordinatore gioco sulle corse/offensive line – Jeff Stoutland - Assistente offensive line – Greg Austin - Assistente attacco – Montgomery VanGorder - Controllo qualità attacco– Eric Dickerson Allenatori della difesa - Coordinatore difensivo – Vic Fangio - Assistente difesa senior/defensive line – Clint Hurtt - Defensive end/outside linebacker – Jeremiah Washburn - Inside linebacker – Bobby King - Coordinatore gioco sui passaggi/defensive back – Christian Parker - Cornerback – Roy Anderson - Safety – Joe Kasper - Controllo qualità difesa/assistente linebacker – Ronell Williams - Assistente difesa – Tyler Yelk - Controllo qualità difesa – Tyler Scudder Allenatori dello special team - Coordinatore dello special team – Michael Clay - Assistente special team – Joe Pannunzio - Controllo qualità special team – Tyler Brown |

## Roster
| Roster dei Philadelphia Eagles |
| --- |
| Quarterback - 1 Jalen Hurts - 16 Tanner McKee - 7 Kenny Pickett Running Back - 26 Saquon Barkley - 14 Kenneth Gainwell - 28 Will Shipley Wide Receiver - 11 A.J. Brown - 80 Parris Campbell - 83 Jahan Dotson - 82 Ainias Smith - 6 DeVonta Smith - 89 Johnny Wilson Tight End - 81 Grant Calcaterra - 88 Dallas Goedert - 84 E.J. Jenkins Offensive Linemen - 77 Mekhi Becton RG - 69 Landon Dickerson LG - 74 Fred Johnson LT - 65 Lane Johnson RT - 51 Cam Jurgens C - 79 Trevor Keegan LG - 72 Darian Kinnard RT - 68 Jordan Mailata LT - 56 Tyler Steen RG - 64 Brett Toth G Defensive Linemen - 59 Thomas Booker DT - 98 Jalen Carter DT - 90 Jordan Davis DT - 55 Brandon Graham DE - 0 Bryce Huff DE - 97 Moro Ojomo DT - 93 Milton Williams DT Linebacker - 53 Zack Baun ILB - 42 Oren Burks ILB - 58 Jalyx Hunt OLB - 3 Nolan Smith OLB - 19 Josh Sweat OLB - 54 Jeremiah Trotter Jr. ILB Defensive Back - 32 Reed Blankenship FS - 21 Sydney Brown SS - 38 Lewis Cine FS - 33 Cooper DeJean CB - 8 C.J. Gardner-Johnson SS - 29 Avonte Maddox CB - 36 Tristin McCollum FS - 27 Quinyon Mitchell CB - 23 Eli Ricks CB - 22 Kelee Ringo CB - 34 Isaiah Rodgers CB - 2 Darius Slay CB Special Team - 4 Jake Elliott K - 49 Rick Lovato LS - 10 Braden Mann P Lista delle riserve - 24 James Bradberry CB (IR) - 73 Le'Raven Clark RT (IR) - 18 Britain Covey WR (IR-DRF) - 17 Nakobe Dean ILB (IR) - 75 Jack Driscoll - 61 Nick Gates C (IR) - -- Cameron Latu TE (Futures) - 47 C.J. Uzomah TE (IR-DRF) - 57 Ben VanSumeren ILB (IR) - 94 Byron Young DT (IR) Squadra di allenamento - 48 Khari Blasingame FB - 13 Ian Book QB - 46 Tariq Castro-Fields CB - 35 Ty Davis-Price RB - 52 Dallas Gant ILB - 41 Danny Gray WR - 96 Gabe Hall DT - 95 Charles Harris DE - 50 KJ Henry DE - 45 Ochaun Mathis OLB - 43 Nicholas Morrow ILB - 87 Nick Muse TE - 30 Parry Nickerson CB - 86 Kyle Philips WR - 31 Andre' Sam FS - 67 Laekin Vakalahi LT - 39 A.J. Woods CB Roster aggiornato al 9 febbraio 2025 53 attivi, 10 inattivi, 16 nella squadra di allenamento |
| Legenda - I rookie sono in corsivo. - Il primo ruolo è il principale mentre gli eventuali successivi indicano i ruoli secondari. - (IR) sta per Injured Reserve ed indica la lista ristretta per un solo giocatore infortunato che può tornare ad allenarsi dopo la settimana 6 e a rientrare in prima squadra dopo che questa ha giocato 8 partite. - (NF-Inj.) / (NF-Ill.) stanno rispettivamente per Non-Football Injured e Non-Football Illness ed indicano le liste dove viene inserito un giocatore che ha un infortunio o una malattia non dipendente dal football americano. - (PUP) sta per Physically Unable to Perform ed indica la lista dove viene inserito un giocatore mentre è in attesa di recuperare la condizione fisica. Nella stagione regolare dopo la sesta partita giocata dalla propria squadra, il giocatore ha tempo tre settimane per riprendere ad allenarsi, più tre settimane aggiuntive dal suo rientro agli allenamenti per rientrare in prima squadra. |

## Precampionato
Le gare del precampionato furono annunciate il 14 maggio 2025.
| Precampionato |           |           |                    |           |        |                          |              |         |
| Settimana     | Data      | Ora (ET)  | Avversario         | Risultato | Record | Stadio                   | TV           | Sintesi |
| 1             | 7 agosto  | 7:30 p.m. | Cincinnati Bengals | V 34-27   | 1-0    | Lincoln Financial Field  | NBC-10 (NBC) | Sintesi |
| 2             | 16 agosto | 1:00 p.m. | Cleveland Browns   | S 13-22   | 1-1    | Linconln Financial Field | NBC-10 (NBC) | Sintesi |
| 3             | 22 agosto | 7:30 p.m. | @ New York Jets    | -         | -      | MetLife Stadium          | NBC-10 (NBC) | -       |

## Stagione regolare
Il 12 maggio 2025 la lega annunciò che la partita d'esordio della stagione, l'NFL Kickoff Game, si sarebbe tenuta il 4 settembre e avrebbe visto gli Eagles ospitare i Cowboys. Il calendario della stagione regolare fu reso noto il 14 maggio 2025.

### Calendario
| Stagione regolare |                    |                       |                            |                    |                    |                         |                    |                    |
| Settimana         | Data               | Ora (ET)              | Avversario                 | Risultato          | Record             | Stadio                  | TV                 | Sintesi            |
| 1                 | 4 settembre        | 8:20 p.m.             | Dallas Cowboys (K)         | -                  | -                  | Lincoln Financial Field | NBC                | -                  |
| 2                 | 14 settembre       | 4:25 p.m.             | @ Kansas City Chiefs       | -                  | -                  | Arrowhead Stadium       | Fox                | -                  |
| 3                 | 21 settembre       | 1:00 p.m.             | Los Angeles Rams           | -                  | -                  | Lincoln Financial Field | Fox                | -                  |
| 4                 | 28 settembre       | 1:00 p.m.             | @ Tampa Bay Buccaneers     | -                  | -                  | Raymond James Stadium   | Fox                | -                  |
| 5                 | 5 ottobre          | 1:00 p.m.             | Denver Broncos             | -                  | -                  | Lincoln Financial Field | CBS                | -                  |
| 6                 | 9 ottobre          | 8:15 p.m.             | @ New York Giants (T)      | -                  | -                  | MetLife Stadium         | Prime Video        | -                  |
| 7                 | 19 ottobre         | 1:00 p.m.             | @ Minnesota Vikings        | -                  | -                  | U.S. Bank Stadium       | Fox                | -                  |
| 8                 | 26 ottobre         | 1:00 p.m.             | New York Giants            | -                  | -                  | Lincoln Financial Field | Fox                | -                  |
| 9                 | Settimana di pausa | Settimana di pausa    | Settimana di pausa         | Settimana di pausa | Settimana di pausa | Settimana di pausa      | Settimana di pausa | Settimana di pausa |
| 10                | 10 novembre        | 8:15 p.m.             | @ Green Bay Packers (M)    | -                  | -                  | Lambeau Field           | ESPN/ABC           | -                  |
| 11                | 16 novembre        | 8:20 p.m.             | Detroit Lions (S)          | -                  | -                  | Lincoln Financial Field | NBC                | -                  |
| 12                | 23 novembre        | 4:25 p.m.             | @ Dallas Cowboys           | -                  | -                  | AT&T Stadium            | Fox                | -                  |
| 13                | 28 novembre        | 3:00 p.m.             | Chicago Bears (BF)         | -                  | -                  | Lincoln Financial Field | Prime Video        | -                  |
| 14                | 8 dicembre         | 8:15 p.m.             | @ Los Angeles Chargers (M) | -                  | -                  | SoFi Stadium            | ESPN/ABC           | -                  |
| 15                | 14 dicembre        | 1:00 p.m.             | Las Vegas Raiders          | -                  | -                  | Lincoln Financial Field | Fox                | -                  |
| 16                | 20 dicembre        | 4:30 p.m. o 8:00 p.m. | @ Washington Commanders    | -                  | -                  | Northwest Stadium       | Fox                | -                  |
| 17                | 28 dicembre        | 4:25 p.m.             | @ Buffalo Bills            | -                  | -                  | Highmark Stadium        | Fox                | -                  |
| 18                | Da def.            | Da def.               | Washington Commanders      | -                  | -                  | Lincoln Financial Field | Da def.            | -                  |

Note:
- Gli avversari della propria division sono in grassetto.
- Il simbolo "@" indica una partita giocata in trasferta.
- (K) indica l'NFL Kickoff Game, (M) il Monday Night Football, (T) il Thursday Night Football, (S) il Sunday Night Football e (BF) una partita giocata il Black Friday.
- Dall'undicesimo al diciassettesimo turno si adotta una programmazione flessibile: le partite programmate per il Sunday Night Football, il Monday Night Football e il Thursday Night Football sono programmate in via provvisoria e sono eventualmente soggette a modifiche.
- Data e orario della gara del diciottesimo turno saranno stabilite dopo lo svolgimento del diciassettesimo turno.